# Жёмки
 Жёмки  — вид мелких дешёвых быстровыпекаемых «простонародных» пряников, более тонких, чем обычные. Такие пряники стали популярны в конце XIX века.

## История названия
Жёмки вырезали различными фигурными выемками (жёмки — выжатые, отжатые формой).
Жёмки (жамки, жмачки) — ед. жёмок, жамка. Тесто скатывали в руках и расплющивали на ладони, затем выпекали.
Бывают маковые, толоконные, ореховые, малиновые, мятные и др. Такие пряники обычно покупались на ярмарках в качестве гостинца детям.
Другие названия схожих изделий: орехи, жаворонки, пряженики, медовики, жмульки, козули.
Пряники жёмки не покрывали глазурью, оставляли белыми, матовыми. Вкус напоминал мятные пряники, так как изготовляли их из остатков мятного пряничного теста.
В комедийной пьесе А. Н. Островского «Не в свои сани не садись» ироничная реплика Русакова: «Мы едим пряники неписаные», — отмечает разобщение в культуре героев. Дело в том, что пряники, имеющие матовую поверхность, можно было сразу пускать в продажу, а писаным пряникам требовалась более долгая «предпродажная подготовка», труд людей. Таким образом, герои в противостоянии ничем не отличаются друг от друга, рознясь лишь тем, что один ценит лоск гораздо больше.